# Pedro José de Fonte y Hernández
Pedro José de Fonte y Hernández Miravete est né à Linares de Aragón aujourd'hui Linares de Mora (Teruel) le 13 mars 1777 et mort à Madrid le 11 juin 1839, il fut archevêque de Mexico depuis le 4 septembre 1815 jusqu'à sa démission le 15 novembre 1837, pendant la guerre d'indépendance et lors de l'avènement du Mexique indépendant (28 septembre 1821).

## Quelques-uns de ses écrits
- Circular del ilustrisimo señor arzobispo electo, y gobernador de esta diocesis a los curas y ministros de las parroquias de ella. ; Mexico, 1815. (OCLC 24064261)
- Don Pedro José de Fonte por la gracia de dios y de la santa silla apostólica, Arzobispo de México &c. : al venerable clero secular y regular de esta diócesis. ; México : 1821. (OCLC 19668152)
- Carta pastoral, que a continuacion de otra del santísimo padre el Señor Pio Vii. dirige á sus diocesanos el arzobispo de México. ; Mexico : Impresa em la oficina de D. Alexandro Valdés, año de 1816. (OCLC 26106497)
- Representacion del ilmo. sr. arzobispo de Mejico concerniente a algunos sucesos anteriores a la independencia proclamada en aquella capital. ; Habana, Impreso por Campe en la Oficina liberal, 1822. (OCLC 20029140)